# Zarzecze (Łódź)
Zarzecze [pronunciación en polaco: /zaˈʐɛt͡ʂɛ/] es un pueblo en el distrito administrativo de Gmina Rawa Mazowiecka, dentro del Distrito de Rawa, Voivodato de Łódź, en Polonia central. Se encuentra aproximadamente 6 kilómetros al sudoeste de Rawa Mazowiecka y 50 kilómetros al este de la capital regional, Łódź.